# Ferrocarril del Puerto de Funchal

El Ferrocarril del Puerto de Funchal fue un sistema ferroviario, que operaba en el interior del Puerto de Funchal, en la Isla de Madeira, en Portugal. Su función giraba en torno al desarrollo de las maniobras de carga y descarga de mercancías, en especial del carbón, en la infraestructura marítima de Funchal. El desarrollo de la vía se hacía en un corto trazado dotado de una vía de ancho estrecho sin electrificar.

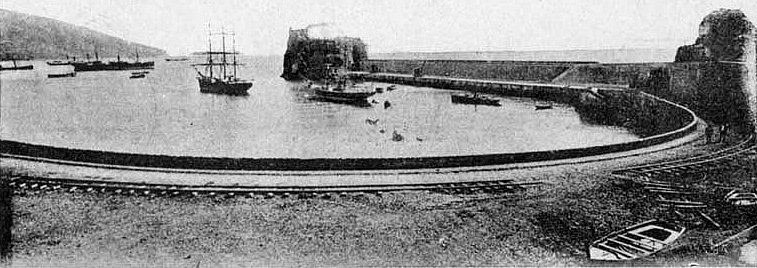
Puerto de Funchal en el siglo XIX

- Datos: Q8961481